# Agrilus massanensis
Agrilus massanensis es una especie de insecto del género Agrilus, familia Buprestidae, orden Coleoptera.
Fue descrita científicamente por Schaefer, 1955.